# Cattle Decapitation/Caninus
Cattle Decapitation/Caninus è uno split EP dei gruppi musicali statunitensi Cattle Decapitation e Caninus, pubblicato il 23 ottobre 2005 dalla War Torn Records.

## Tracce
Cattle Decapitation
1. Birth. Cancer. Death.
2. No Future
3. Chili Dispenser
4. The Recapitation of Cattle
5. Thrombosis All-In
6. Turn on the Masters

Caninus
1. Abra Cadaver (Intro)
2. United States of Emergency
3. Concrete Sniff
4. 11:11 is a Cult
5. Give Me the Paw
6. Brindle is as Brindle Does
7. Alien Report
8. Of Epic Contortions
9. What's the Deal with that Dude Who Shot Dimebag?
10. Kill Shelters
11. Victim in Pain (Agnostic Front cover)

## Formazione

### Cattle Decapitation
- Travis Ryan - voce
- Josh Elmore - chitarra
- Troy Oftedal - basso
- Michael Laughlin - batteria

### Caninus
- Budgie - voce
- Basil - voce
- Sudz Exodus - chitarra
- Belle Molotov - chitarra
- Buddy Bronson - basso
- Thunder Hammer Attack - batteria